# Liste der Bodendenkmäler in Roßtal
Auf dieser Seite sind die Bodendenkmäler in dem mittelfränkischen Markt Roßtal zusammengestellt. Diese Tabelle ist eine Teilliste der Liste der Bodendenkmäler in Bayern. Grundlage ist die Bayerische Denkmalliste, die auf Basis des Bayerischen Denkmalschutzgesetzes vom 1. Oktober 1973 erstmals erstellt wurde und seither durch das Bayerische Landesamt für Denkmalpflege geführt wird. Die folgenden Angaben ersetzen nicht die rechtsverbindliche Auskunft der Denkmalschutzbehörde.

## Bodendenkmäler in Roßtal

### Bodendenkmäler in der Gemarkung Buchschwabach
| Lage                     | Objekt | Akten-Nr.     | Bild |
| ------------------------ | --- | ------------- | ---- |
| Buchschwabach (Standort) | Mittelalterliche und frühneuzeitliche Befunde im Bereich der Evangelisch-Lutherischen Pfarrkirche St. Maria Magdalena in Buchschwabach. | D-5-6631-0072 |      |

### Bodendenkmäler in der Gemarkung Großweismannsdorf
| Lage                         | Objekt                                                                                               | Akten-Nr.     | Bild |
| ---------------------------- | --- | ------------- | ---- |
| Großweismannsdorf (Standort) | Siedlung vor- und frühgeschichtlicher Zeitstellung.                                                  | D-5-6631-0043 |      |
| Großweismannsdorf (Standort) | Archäologische Befunde im Bereich des frühneuzeitlichen Herrensitzes in Defersdorf (Scheurl-Schloß). | D-5-6631-0079 |      |

### Bodendenkmäler in der Gemarkung Roßtal
| Lage              | Objekt | Akten-Nr.     | Bild |
| ----------------- | --- | ------------- | ---- |
| Roßtal (Standort) | Siedlung vor- und frühgeschichtlicher Zeitstellung. | D-5-6531-0061 |      |
| Roßtal (Standort) | Untertägige mittelalterliche und frühneuzeitliche Befunde im Bereich der Evangelisch-Lutherischen Pfarrkirche St. Lorenz in Roßtal, ihrer Vorgängerbauten und des befestigten Kirchhofes mit Körpergräbern. | D-5-6631-0019 |      |
| Roßtal (Standort) | Untertägige Teile des Wehrgrabens der karolingisch-ottonischen Burganlage. | D-5-6631-0020 |      |
| Roßtal (Standort) | Bestattungsplatz mit Körpergräbern des frühen und hohen Mittelalters. | D-5-6631-0032 |      |
| Roßtal (Standort) | Richtstätte des Mittelalters und der Neuzeit. | D-5-6631-0033 |      |
| Roßtal (Standort) | Siedlung der Urnenfelderzeit, der Hallstattzeit und des frühen Mittelalters. | D-5-6631-0055 |      |
| Roßtal (Standort) | Untertägige spätmittelalterliche und frühneuzeitliche Befunde im Bereich des Schwalbenhofes in Roßtal. | D-5-6631-0067 |      |
| Roßtal (Standort) | Archäologische Befunde im Bereich der Roßtaler Burganlage karolingisch-ottonischer Zeitstellung. | D-5-6631-0068 |      |
| Roßtal (Standort) | Burgstall des späten Mittelalters sowie untertägige frühneuzeitliche Befunde im Bereich des Schlosses in Roßtal.                                                                                            | D-5-6631-0070 |      |

### Bodendenkmäler in der Gemarkung Weinzierlein
| Lage                    | Objekt | Akten-Nr.     | Bild |
| ----------------------- | --- | ------------- | ---- |
| Weinzierlein (Standort) | Turmhügelburg des Mittelalters. | D-5-6531-0062 |      |
| Weinzierlein (Standort) | Siedlung vorgeschichtlicher und mittelalterlicher Zeitstellung.                                                                           | D-5-6531-0063 |      |
| Weinzierlein (Standort) | Freilandstation des Mesolithikums und Siedlung des Neolithikums.                                                                          | D-5-6531-0064 |      |
| Weinzierlein (Standort) | Untertägige mittelalterliche und frühneuzeitliche Befunde im Bereich der Evangelisch-Lutherischen Filialkirche St. Egidius in Buttendorf. | D-5-6531-0173 |      |
| Weinzierlein (Standort) | Siedlung der späten Bronzezeit. | D-5-6531-0192 |      |

### Bodendenkmäler in der Gemarkung Weitersdorf
| Lage                   | Objekt | Akten-Nr.     | Bild |
| ---------------------- | --- | ------------- | ---- |
| Weitersdorf (Standort) | Bestattungsplatz mit Grabhügeln vorgeschichtlicher Zeitstellung.                                                                                | D-5-6531-0067 |      |
| Weitersdorf (Standort) | Untertägige spätmittelalterliche und frühneuzeitliche Befunde im Bereich der Evangelisch-Lutherischen Filialkirche St. Aegidius in Weitersdorf. | D-5-6531-0068 |      |
| Weitersdorf (Standort) | Bestattungsplatz mit Grabhügeln vorgeschichtlicher Zeitstellung.                                                                                | D-5-6631-0044 |      |